# Signore di Saint Ouen
Il Signore di Saint Ouen è un titolo nobiliare ereditario. In particolare in periodo medievale le varie Isole del Canale vennero suddivise in feudi affidate ai "Seigneur". 
Il primo Signore di Saint Ouen di cui si abbia notizia è Sir Reginald de Carteret vissuto nel 1125 d.C. Da allora si sono succeduti molti signori ma sempre appartenenti alla famiglia Carteret.
Non essendo mai stata provata una cessione od acquisto del feudo, la tradizione sostiene che esso sia stato conquistato con la forza.
Il loro "punto di riferimento" è il castello di Saint Ouen in cui risiedono da oltre otto secoli. L'attuale Signore è Charles Guy Malet de Carteret il quale conserva il titolo ma non i poteri ed i privilegi che vi erano collegati in periodo medievale.
Per molti anni i Signori di Saint Ouen tennero anche il titolo di Signore di Sark; infatti fu Hellier de Cartert, Signore di Saint Ouen, a colonizzare Sark con 40 famiglie di coloni provenienti da Saint Ouen. Tennero il titolo fino al 1720 quando John Carteret,erede di Charles de Carteret, lo vendette a causa di difficoltà economiche a James Milner.

## Lista dei Signori di Saint Ouen
1. Sir Reginald (Renaud) I de Carteret (1063-1125) (Seigneur di Carteret e St Ouen) figlio di Aufroi de Carteret (1042-1100), figlio di Godefroy de Carteret (981-1047), figlio di Guillaume "L'oiseleur" De Carteret (960-1004). Partecipa alla prima crociata
2. Sir Philippe I de Carteret (1085-1156) (Seigneur di Carteret e St Ouen) figlio di Reginald I de Carteret
3. Sir Reginald II de Carteret (1107-?) (Seigneur di Carteret e St Ouen) figlio di Philippe I de Carteret, perde i possedimenti in Francia
4. Sir Reginald III de Carteret (1129-1169) (Seigneur St Ouen) figlio di Reginald II de Carteret
5. Sir Philippe II de Carteret (1152-?) (Seigneur St Ouen) figlio di Reginald III de Carteret partecipa con Enrico III al tentativo di riconquista dei suoi territori in Francia
6. Sir Philippe III de Carteret (1205-1282) (Seigneur St Ouen) figlio di Philippe II de Carteret
7. Sir Reginald IV de Carteret (1235-?) (Seigneur St Ouen) figlio di Philippe III de Carteret
8. Sir Philippe IV de Carteret (1260-1327) (Seigneur St Ouen) figlio di Reginald IV de Carteret
9. Sir Reginald V de Carteret (1307-1354) (Seigneur St Ouen) figlio di Philippe IV de Carteret Nel 1339 respinse un tentativo di invasione francese
10. Sir Philippe V de Carteret (1337-1351) (Seigneur St Ouen) figlio di Reginald V de Carteret
11. Sir Reginald VI de Carteret (1338-?) (Seigneur St Ouen) fratello di Philippe V de Carteret
12. Sir Reginald VII de Carteret (1348-1381) (Seigneur St Ouen) figlio di Reginald VI de Carteret
13. Sir Philippe VI de Carteret (1374-1437) (Seigneur St Ouen) figlio di Reginald VII de Carteret
14. Sir Philippe VII de Carteret (1402-1475) (Seigneur St Ouen) figlio di Philippe VI de Carteret
15. Sir Philippe VIII de Carteret (1450-1502) (Seigneur St Ouen) figlio di Philippe de Carteret (1427-1450), figlio di Philippe VII de Carteret
16. Sir Edouard de Carteret (1473-1533) (Seigneur St Ouen) figlio di Philippe VIII de Carteret
17. Sir Hellier de Carteret (1532-1581) (Seigneur St Ouen e Sark) figlio di Edouard de Carteret
18. Sir Philippe IX de Carteret (1552-1594) (Seigneur St Ouen e Sark) figlio di Hellier de Carteret
19. Sir Philippe X de Carteret (1584-1643) (Seigneur St Ouen e Sark) figlio di Philippe IX de Carteret
20. Sir Philippe XI de Carteret (1620-1675) (1584-1643) (Seigneur St Ouen e Sark) figlio di Philippe X de Carteret
21. Sir Philippe XII de Carteret (1650-1693) (Seigneur St Ouen e Sark) figlio di Philippe XI de Carteret
22. Sir Charles de Carteret (1679-1715) (Seigneur St Ouen e Sark) figlio di Philippe XII de Carteret
23. Sir John de Carteret (1690-1763) (Seigneur St Ouen, Sark e Grandille) figlio di George de Carteret (1667–1695), figlio di Philippe de Carteret (1641–1672), figlio di George de Carteret (1610—1680), figlio di Elias de Carteret (1585-1640), figlio di Philippe IX de Carteret
24. Sir Robertde Carteret (1721-1776) (Seigneur St Ouen e Grandille) figlio di John de Carteret
25. Lady Jane-Anne Dumaresq (1733-1806) (Lady of S. Ouen) figlia di John Dumaresq (1705-1747), figlio di Elias Dumaresq (1682-1754), figlio di Elias Dumaresq (1663-?), marito di Frances de Carteret (1663-1738), figlia di Francis de Carteret (?-1693), figlio di Philippe XII de Carteret
26. Sir Charles le Maistre (1779-1845) (Seigneur St Ouen e Quetivel) figlio di Jane-Anne Dumaresq ed Elias Le Maistre (1733-1780)
27. Sir Philip XIII le Maistre (1773-1848) (Seigneur St Ouen e Quetivel) fratello di Charles le Maistre
28. Sir John Paignton Mallet (1837-1856) (Seigneur St Ouen) figlio di John Mallet (1797-?), marito di Jane-Anne le Maistre (1799-1842), figlia di Philip XIII le Maistre
29. Sir Col. Edward Charles Mallet de Carteret (1838-1914) (Seigneur St Ouen e Vinchlez d'Bas) fratello di John Paignton Mallet, ottenne il diritto di aggiungere il cognome de Carteret al proprio
30. Sir Reginald VIII Mallet de Carteret (1865-1935) (Seigneur St Ouen) figlio di Edward Charles  Mallet de Carteret
31. Sir Guy Mallet de Carteret (1901-1972) (Seigneur St Ouen) figlio di Reginald VIII Mallet de Carteret
32. Sir Philip XIV Mallet de Carteret (1932-2013) (Seigneur St Ouen) figlio di Guy Mallet de Carteret
33. Sir Charles Guy Malet de Carteret (1960-presente) (Seigneur St Ouen) figlio di Philip XIV Mallet de Carteret